# 埃尔维环形山
埃尔维环形山（Elvey）是位于月球背面赤道区的一座古老大撞击坑，约形成于45.5-39.2亿年前的前酒海纪，其名称取自美国天文学家暨地球物理学家克里斯蒂安·托马斯·埃尔维（Christian Thomas Elvey，1899年-1970年），1970年被国际天文学联合会正式批准接受。

## 描述
该陨坑坐落于环东方海盆地的巨大喷发物覆盖层北侧边缘，它的西北偏西毗邻皮斯陨石坑、北面稍远是略小的诺贝尔环形山。该陨坑中心月面坐标为9°01′N 100°38′W / 9.01°N 100.64°W，直径80.21公里，深度约2.8公里。
由于受南面东方海盆地所抛射喷出物的撞击、覆盖，埃尔维环形山已基本损毁，大部分边缘轮廓嶙峋参差且不太明显，只有部分东侧坑壁相对较完整，沿西北侧附靠着一对小陨坑。该环形山残壁最大高出周边地形1360米，内部容积约5961立方千米。坑底表面崎岖坎坷，布满相邻盆地形成时所抛射的喷出物，靠东侧散布有一些细小的撞击坑穴。
距埃尔维环形山南面不远处坐落了一座带有射纹系统的小陨坑，该射纹系统朝四向辐射的距离超过200多公里，其中央区形成一块高反照率的明亮覆盖层，并随着传播距离的加大，其射纹束逐惭飘渺淡化。另外，在埃尔维环形山西北稍远处还有另一处更大但较不明显的射纹系统。这二处射纹系统的射纹束在埃尔维环形山所在区域形成交叉。

## 卫星陨石坑
按惯例，最靠近埃尔维环形山的卫星坑将在月图上以字母标注在它的中心点旁边.

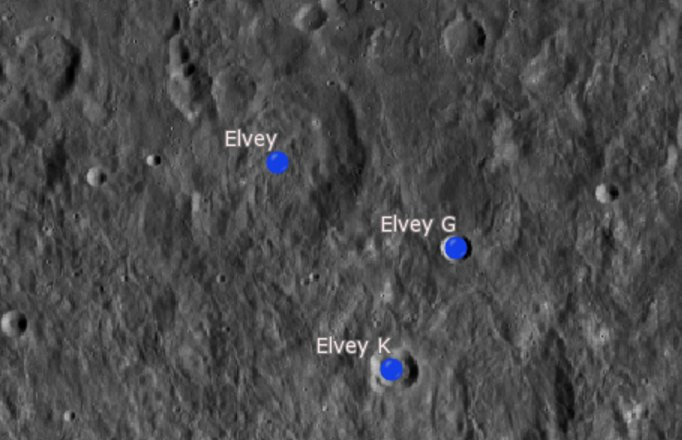
月球勘测轨道飞行器拍摄的卫星坑图

| 埃尔维 | 纬度   | 经度    | 直径    |
| ------ | ------ | ------- | ------- |
| G      | 7.8° N | 97.9° W | 14 公里 |
| K      | 6.0° N | 98.8° W | 22 公里 |

## 参引资料
1. 1 2 3 4  Lunar Impact Crater Database
2. ↑   (PDF).   [2017-03-29]. （原始内容存档 (PDF)于2016-12-27）.
3. ↑  Directory of the International Astronomical Union

## 另请参阅
- Andersson, L. E.; Whitaker, E. A. . NASA RP-1097. 1982.
- Blue, Jennifer. . USGS. July 25, 2007  [2007-08-05]. （原始内容存档于2012-04-08）.
- Bussey, B.; Spudis, P. . New York: Cambridge University Press. 2004. ISBN 978-0-521-81528-4.
- Cocks, Elijah E.; Cocks, Josiah C. . Tudor Publishers. 1995. ISBN 978-0-936389-27-1.
- McDowell, Jonathan. . Jonathan's Space Report. July 15, 2007  [2007-10-24]. （原始内容存档于2012-05-26）.
- Menzel, D. H.; Minnaert, M.; Levin, B.; Dollfus, A.; Bell, B. . Space Science Reviews. 1971, 12 (2): 136–186. Bibcode:1971SSRv...12..136M. doi:10.1007/BF00171763.
- Moore, Patrick. . Sterling Publishing Co. 2001. ISBN 978-0-304-35469-6.
- Price, Fred W. . Cambridge University Press. 1988. ISBN 978-0-521-33500-3.
- Rükl, Antonín. . Kalmbach Books. 1990. ISBN 978-0-913135-17-4.
- Webb, Rev. T. W.  6th revised. Dover. 1962. ISBN 978-0-486-20917-3.
- Whitaker, Ewen A. . Cambridge University Press. 1999. ISBN 978-0-521-62248-6.
- Wlasuk, Peter T. . Springer. 2000. ISBN 978-1-85233-193-1.